# Finch (romanzo)
Finch è un romanzo di Jeff VanderMeer pubblicato nel 2009. Con questo romanzo si conclude la saga di Ambergris

## Trama
I Cappelli Grigi hanno conquistato la città di Ambergris, già devastata da vent'anni di guerra civile. 
I "Cappelli grigi" sono dei funghi enormi, senzienti e deambulanti, capaci di sventrare le loro vittime e in possesso di una sofisticata tecnologia basata sull'uso delle spore come armi biochimiche.
I cappelli grigi tengono sotto controllo la popolazione con il terrore. L'aria è ancora piena di spore: se non si presta attenzione a cosa si respira o a dove si mettono le mani ci si può infettare, trasformarsi in uomo-fungo.
La storia si apre con John Finch, poliziotto al servizio dei funghi, chiamato a indagare su un doppio omicidio: un uomo e un fungo trovati morti in circostanze poco chiare.